# Тайань (Аньшань)
Тайа́нь (кит. упр. 台安, пиньинь Tái'ān) — уезд городского округа Аньшань провинции Ляонин (КНР).

## История
Уезд был создан в 1913 году. После Второй мировой войны коммунисты организовали в 1945 году народное правительство уезда, однако в 1946 году здесь была восстановлена власть гоминьдановцев. В 1948 году уезд вновь перешёл в руки коммунистов. В апреле 1949 года уезд вошёл в состав новообразованной провинции Ляоси.
В 1954 году провинции Ляодун и Ляоси были объединены в провинцию Ляонин, которая была разделена на «специальные районы», и уезд вошёл в состав Специального района Ляоян (辽阳专区). В 1958 году специальные районы были расформированы, и с 1959 года уезд Тайань перешёл под юрисдикцию властей Шэньяна. 
В 1964 году был образован Специальный район Шэньян (沈阳专区), и уезд вошёл в его состав. В 1968 году уезд был передан в состав Сельскохозяйственного района Паньцзинь (盘锦垦区), который в 1970 году был переименован в Округ Паньцзинь (盘锦地区). В 1976 году уезд Тайань был передан под юрисдикцию властей Аньшаня.

## Соседние административно-территориальные единицы
К юго-востоку от Тайаня находится городской уезд Хайчэн, на северо-востоке он граничит с городом субпровинциального значения Шэньян, на северо-западе — с городским округом Цзиньчжоу, на юго-западе — с городским округом Паньцзинь.

## Административно-территориальное деление
Уезд Тайань делится на 11 посёлков.